# Береговское сельское поселение (Рязанская область)
Береговское се́льское поселе́ние — муниципальное образование в Путятинском районе Рязанской области России.
Административный центр — село Береговое.

## История
Образовано в результате упразднения в 2004 году Береговского и Летниковского сельских округов и объединения их территорий в новое муниципальное образование — Береговское сельское поселение.

## Население
| 2010 | 2012 | 2013 | 2014 | 2015 | 2016 | 2017 |
| ---- | ---- | ---- | ---- | ---- | ---- | ---- |
| 745  | ↘738 | ↗746 | ↘719 | ↘691 | ↗694 | ↘674 |
| 2018 | 2019 | 2020 | 2021 |      |      |      |
| ↘668 | ↘651 | ↘612 | ↗702 |      |      |      |

## Административное устройство
Образование и административное устройство сельского поселения определяются законом Рязанской области от 7 октября 2004 № 90-ОЗ.
Границы сельского поселения определяются законом Рязанской области от 8 октября 2008 № 115-ОЗ.

## Состав сельского поселения
| №  | Населённый пункт | Тип населённого пункта       | Население |
| -- | ---------------- | ---------------------------- | --------- |
| 1  | Береговое        | село, административный центр | ↘308      |
| 2  | Волово           | деревня                      | 4         |
| 3  | Костыли          | посёлок                      | 1         |
| 4  | Летники          | село                         | ↘180      |
| 5  | Лохино           | посёлок                      | 2         |
| 6  | Мясной           | посёлок                      | 15        |
| 7  | Никитино         | деревня                      | ↘29       |
| 8  | Никитинский      | посёлок                      | 2         |
| 9  | Отрада           | село                         | ↘75       |
| 10 | Павловка         | посёлок                      | 2         |
| 11 | Поликаново       | деревня                      | 3         |
| 12 | Поляки           | село                         | ↘74       |
| 13 | Прудки           | посёлок                      | 28        |
| 14 | Чёрная Слобода   | село                         | ↘22       |